# Farouk Janeman
Farouk Janeman (Ba, 17 de febrero de 1953 - ibídem, 27 de septiembre de 2013) fue un futbolista fiyiano que jugaba en la demarcación de centrocampista.

## Biografía
Farouk Janeman debutó como futbolista a los 17 años de edad con el Ba FC, equipo de su ciudad natal. Durante su etapa en el club ganó la Liga Nacional de Fútbol de Fiyi un total de tres veces, el Campeonato de Fútbol Interdistrital de Fiyi un total de nueve veces, además de ganar la Batalla de los Gigantes otras tres veces. Llegó a disputar los Juegos del Pacífico Sur de 1979, donde ayudó con nueve goles a la selección a llegar a la final, donde perdió contra Tahití. Finalmente en 1986 se retiró como futbolista en el mismo club con el que debutó. Además llegó a ser convocado por la selección de fútbol de Fiyi durante once años de su carrera deportiva. 
Ya en 2007, la selección femenina de fútbol de Fiyi le contrató como entrenador para disputar los Juegos del Pacífico Sur 2007, donde ganó la medalla de bronce, siendo esta la primera medalla para la selección. Además llegó a ser el entrenador juvenil de la selección de fútbol de Fiyi además de ser director de fútbol base y director técnico hasta la fecha de su fallecimiento.
Farouk Janeman falleció el 27 de septiembre de 2013 a los 60 años de edad.

## Clubes
| Club  | País | Año         |
| ----- | ---- | ----------- |
| Ba FC | Fiyi | 1970 - 1986 |

## Palmarés
- Liga Nacional de Fútbol de Fiyi (3): 1977, 1979, 1986
- Campeonato de Fútbol Interdistrital de Fiyi (9): 1970, 1975, 1976, 1977, 1978, 1979, 1980, 1982, 1986
- Batalla de los Gigantes (Fiyi): (3): 1979, 1981, 1984